# Crudgington
Crudgington – wieś w Anglii, w hrabstwie ceremonialnym Shropshire, w dystrykcie (unitary authority) Telford and Wrekin. Leży 15 km na wschód od miasta Shrewsbury i 216 km na północny zachód od Londynu.